# Ban Dakyon
Ban Dakyon – wieś położona w południowo-wschodnim Laosie, w prowincji Attapu, w dystrykcie Xaysetha.